# Om…

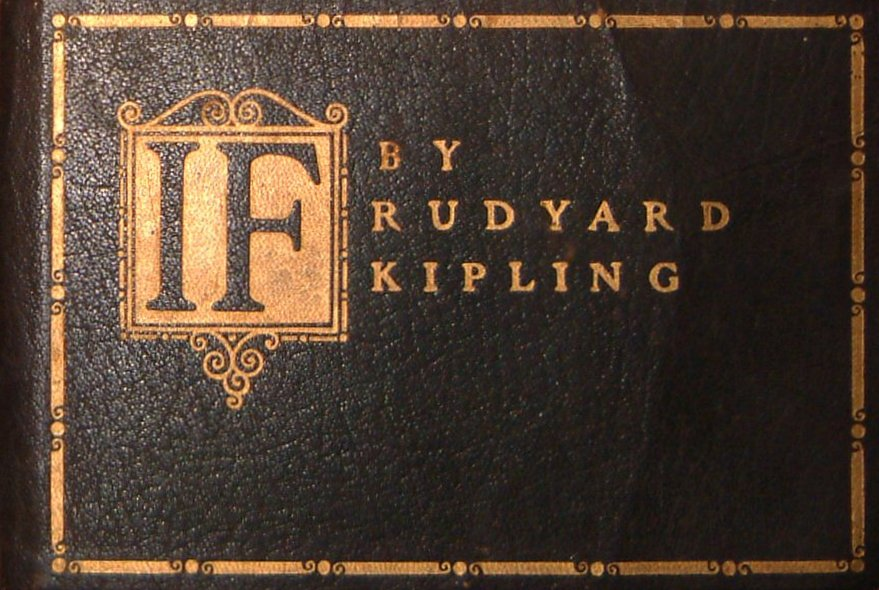
Omslag till ett amerikanskt häfte med dikten, utgivet 1910

Om… (engelska: If—) är en dikt av den engelske författaren Rudyard Kipling, tryckt 1910 i boken Rewards and Fairies. Dikten består av en faders råd till sin son och kretsar kring stoisk behärskning. Den är skriven på korsvis rimmad vers och utgörs av fyra strofer med åtta verser vardera.
I sin självbiografi från 1937 anger Kipling att dikten var inspirerad av kolonialpolitikern Leander Starr Jamesons personlighet. Jameson och hans militärräd mot Sydafrikanska republiken 1896 hade i hemlighet stöttats av den brittiska regeringen, men när räden misslyckades hade regeringen istället fördömt Jameson.
En tolkning till svenska av Karl Asplund trycktes 1975 i antologin Engelsk dikt från sex århundraden.
Dikten har rönt stor folklig framgång i Storbritannien medan kritikermottagandet har varit präglat av kluvenhet. Två rader från dikten står skrivna ovanför spelaringången till tennisstadion Centre Court i Wimbledon: "If you can meet with Triumph and Disaster and treat those two impostors just the same".